# 斷魂槍
《斷魂槍》是中國現代文學作家老舍在1934年寫成的短篇小說，全篇約五千多字，老舍說《斷魂槍》原來是他預備要寫的一篇長篇小說的一堆材料中的一部份，但最後他放棄了寫該部著作，而僅用那一小部份寫成一篇短篇小說。但即便如此，短短的一篇《斷魂槍》卻也是老舍筆下的經典作品之一。

## 故事概要
《斷魂槍》的故事講述了沙子龍是一間鏢局頭頭，會使他的獨門武功五虎斷魂槍，但在西方科技傳入的情況下，對比於槍械，他的武功全無用武之地，而他的鏢局也改為客棧了，槍也不能再使，只有在夜間時，才會拿出來練習，但他當年的威名還是被當地的人廣泛流傳。後來他的大伙計王三勝自認是沙子龍的到徒弟而仗著他的名氣到處賣藝，結果被一位姓孫的老人挑戰，結果戰敗了，回來煽動沙子龍出山，而那老者就希望沙子龍可以和他比武，並把斷魂槍傳授給他，但沙子龍決心不再傳斷魂槍，並決定與斷魂槍共進棺材，老者百般勸告沙子龍還是無動衷，無奈下各人也只好離沙子龍而去，自此沙子龍的威名就不被流傳，大家也開始輕視他。
最後，沙子龍每晚還是在練斷魂槍，他摸著槍頭在笑說：「不傳，不傳。」

## 角色
- 沙子龍－故事的主人公，綽號神槍沙子龍，以其武藝五虎斷魂槍而聞名，原本經營鏢局，後來因洋槍的洗禮而改為經營客棧，仍有不少人聞風而來討教。
- 王三勝－自稱是沙子龍的徒弟，也是以前跟沙子龍走鏢的青年之一，目前是沙子龍的大伙計，他擅長使用的武器是大刀。他倚仗著沙子龍的聲望在廟會賣藝，同時想吸引人去挑戰沙子龍，使他使出真功夫，但沙子龍凡是武功以外的都出手幫助，就是不顯武功，在孫老者向沙子龍拜師不成後，沙子龍名聲盡失，從此也不敢掛著沙子龍的名號了。
- 孫老者－挑戰王三勝的老人，輕易就把王三勝打倒，以三截棍為武器，會使用查拳門中的連跳步，但對沙子龍卻是甘拜下風，在向沙子龍拜師不成後，別人就改為吹捧孫老者，冷落沙子龍了。

## 特色
有關沙子龍的性格和他不傳他的五虎斷魂槍的關係，普遍說法有三：
1. 保持競爭力：沙子龍見自己武功之上乘，在當下社會中，為保持自己的周圍的競爭力，選擇不傳其五虎斷魂槍→此說法並不恰當，原因是在故事開始時已提到他的武功以不能使他維生，在換言之,如果說他的五虎斷魂槍是尚存競爭力的話，那麼沙子龍放棄經營鏢局，這套五虎斷魂槍已經不能掙錢等描述就不成立了。
2. 視斷魂槍為藝術：雖然洋槍當道，古老武術已無招架之力，但沙子龍仍把斷魂槍視為藝術珍愛之，不傳授與他人免別人糟蹋。
3. 沙子龍為覺醒者：沙子龍已接受命運的徙變，他不想競爭，也參透一切並對一切重新拿定方寸，不傳功，不動武，不發泄不悅。